# Desis galapagoensis
Desis galapagoensis là một loài nhện trong họ Desidae.
Loài này thuộc chi Desis. Desis galapagoensis được miêu tả năm 1925 bởi Hirst.